# Fray Domínguez
Fray Domínguez är en ort i Mexiko.   Den ligger i kommunen Pajacuarán och delstaten Michoacán de Ocampo, i den centrala delen av landet, 400 km väster om huvudstaden Mexico City. Fray Domínguez ligger 1 948 meter över havet och antalet invånare är 130.
Terrängen runt Fray Domínguez är kuperad åt sydost, men åt nordväst är den platt. Fray Domínguez ligger uppe på en höjd. Runt Fray Domínguez är det ganska tätbefolkat, med 60 invånare per kvadratkilometer. Närmaste större samhälle är Sahuayo de Morelos, 16,5 km väster om Fray Domínguez. I omgivningarna runt Fray Domínguez växer huvudsakligen savannskog.